# Thymus pulvinatus
Thymus pulvinatus — вид рослин родини глухокропивові (Lamiaceae), ендемік Туреччини.

## Опис
Рослина 5–10 см заввишки. Листки довжиною 8–13 мм, ланцетні, волосаті, на верхівці війчасті, поля викривлені. Суцвіття компактне, конічно головчасте; квіти 6–8 мм завдовжки, пурпурові

## Поширення
Ендемік заходу азійської Туреччини.
Населяє скелясті схили на висотах 0–900 м.